# Лепянка, Кшиштоф
Кши́штоф Лепя́нка (пол. Krzysztof Lepianka; 6 июня 1956, Варшава) — польский гребец-байдарочник, выступал за сборную Польши во второй половине 1970-х годов. Бронзовый и дважды серебряный призёр чемпионатов мира, участник летних Олимпийских игр в Москве, победитель многих регат национального и международного значения.

## Биография
Кшиштоф Лепянка родился 6 июня 1956 года в Варшаве. Активно заниматься греблей начал в раннем детстве, проходил подготовку в столичном спортивном клубе «Спуйня».
Первого серьёзного успеха на взрослом международном уровне добился в 1977 году, когда попал в основной состав польской национальной сборной и побывал на чемпионате мира в болгарской Софии, откуда привёз награду бронзового достоинства, выигранную в зачёте четырёхместных байдарок на дистанции 10000 метров. Год спустя на мировом первенстве в югославском Белграде взял в той же дисциплине серебро, ещё через год на аналогичных соревнованиях в немецком Дуйсбурге повторил это достижение. Благодаря череде удачных выступлений удостоился права защищать честь страны на летних Олимпийских играх 1980 года в Москве — в составе двухместного экипажа, куда также вошёл гребец Анджей Климашевский, на тысяче метрах стартовал в первом раунде и в дополнительном заезде, но пробиться в полуфинальную стадию так и не сумел.
Вскоре после московской Олимпиады Лепянка принял решение завершить спортивную карьеру, уступив место в сборной молодым польским гребцам. Впоследствии перешёл на тренерскую работу, работал тренером по гребле на байдарках и каноэ в национальных сборных Канады, Австралии и США.